# 盛田稔
盛田 稔（もりた みのる、1917年3月15日 - 2019年6月10日）は、日本の経済史学者。青森山田学園特別顧問、青森大学名誉教授。

## 来歴
青森県七戸町生まれ。県立弘前中学校（現・青森県立弘前高等学校）、弘前高等学校卒、1941年東京帝国大学（現・東京大学）経済学部卒業。陸軍主計将校をへて、七戸中学校、青森県立七戸高等学校教諭。弘前大学野辺地分校講師、助教授。青森短期大学教授。北里大学獣医畜産学部教授、青森大学教授、1971年学長。1992年退任、名誉教授。県文化財保護協会会長、県文化振興会議会長、県史企画編集委員会会長。2006年、瑞宝中綬章受章。2012年青森山田学園理事長、のち学園長。2017年からは同学園の特別顧問に就いた。
2019年6月10日、肺炎のため死去。102歳没。

## 家系
盛田家は石田三成の遺児民部政治の子孫にあたる七戸大塚屋石田喜平治をその祖にするという。3代石田喜平治は近江国野田村の村井治助の弟だが、八戸大塚屋本店の近江国大溝の大塚屋主人の斡旋により七戸大塚屋の養子となり同家の急速な発展を成し遂げた。5代目喜右衛門の時盛田姓を名乗り、6代目盛田杢は家を2分し杢は給人の家柄を継ぎ、弟喜平治には商人の家柄を継いだ。盛田稔は杢の後裔である。盛田家は南部藩の役人や上北郡の書紀などを務める。11代の達三は盛田稔の岳父で早くから林業に心血を注ぎ、同家の一隅に盛田農民文化研究所を創設し広く一般に門戸を開放した。

## 著書
- 『南部藩に於ける舫制度の研究』盛田農民文化研究所 1952
- 『近世農地証文の研究』青森県農業総合研究所 1957
- 『近世青森県農民の生活史』青森県図書館協会 1972 青森県立図書館郷土双書
- 『南部小絵馬』青森大学出版局 1973
- 『生涯現役 波乱万丈の95年』文化出版 2012

### 共編著・監修
- 『図説日本の歴史 2 図説青森県の歴史』長谷川成一と責任編集 河出書房新社 1991
- 『津軽家文書抄』編 青森県文化財保護協会 2001 みちのく双書 2001
- 『図説上北・下北の歴史』監修 郷土出版社 青森県の歴史シリーズ 2005
- 『図説三戸・八戸の歴史』監修 郷土出版社 青森県の歴史シリーズ 2005
- 『青森県謎解き散歩』編著 新人物文庫 2012